# Catwoman (Film)
Catwoman ist die Realverfilmung zur Nebenfigur Catwoman aus den DC Comics rund um Batman von Regisseur Pitof aus dem Jahr 2004. Er kam am 23. Juli 2004 in die US-amerikanischen und am 17. August in die deutschen Kinos.

## Handlung
Patience Phillips, eine Werbedesignerin bei dem Kosmetikkonzern Hedare, versucht einer Katze auf dem Fenstersims ihres Mietshauses das Leben zu retten, gerät dabei aber selbst in Gefahr und droht abzustürzen. Der zufällig vorbeikommende Detective Tom Lone kann ihr gerade noch das Leben retten.
Phillips erfährt eines Abends zufällig von den verbrecherischen Absichten der Konzernvorsitzenden Laurel Hedare: Als sie nachts in das Hauptgebäude eindringt, um gerade noch rechtzeitig ein Projekt abzugeben, und versehentlich ein Gespräch zwischen Hedare und dem Chefwissenschaftler über die zerstörerische Wirkung eines neuen Schönheitsmittels verfolgt, wird Phillips von den Handlangern der Industriellen verfolgt. Diese fluten das Chemieabfallrohr, durch das Phillips flieht. Sie kommt ums Leben, wird aber darauf von der seltenen ägyptischen Katze namens Midnight, der sie zuvor vom Fenstersims das Leben retten wollte, wieder aufgeweckt. Damit entsteht auch ihr neues Alter Ego Catwoman.
Dieser Charakter bietet Patience Phillips völlig neue Freiheiten und die Möglichkeit, nie gekannte Wünsche und Gefühle zu leben. So traut sich Patience endlich, Detective Tom Lone näher kennenzulernen. Sie besiegt ihn im Basketball, kann ihn im Dosenwerfen beeindrucken und rettet vor seinen Augen ein Kind. Zunächst sind Patience und Catwoman dabei noch zwei unabhängige Gestalten in einer Person. Doch nach und nach vermischen sich ihre Absichten immer mehr, denn beide wollen ihren Mörder finden.
Catwoman kommt mit Hilfe von Ophelia Powers, der Besitzerin Midnights, der Aufklärung ihrer Ermordung immer näher, sie sei nun eine „Katzenfrau“. Laurel Hedare, hängt ihre begangenen Morde an denen, die ihren Absichten im Weg stehen, Catwoman an. Bei seinen Ermittlungen stößt Detective Lone derweil nicht nur auf Catwomans wahre Identität, woraufhin er sie ins Gefängnis sperren lässt, sondern sammelt auch Beweise für Laurels Täterschaft.
Als Lone Laurel zur Rede stellen will, wird er von ihr angeschossen. Bevor Laurel ihn töten kann, wird er von der inzwischen ausgebrochenen Catwoman gerettet. Nach einem Kampf zwischen Laurel und Catwoman stürzt Laurel in den Tod. Da Lone Phillips im Gefängnis vermutet, schließt er daraus, dass sie doch nicht Catwoman sein könne.
Am Ende verabschiedet sich Catwoman in einem Brief von Detective Lone und geht über die Häuserdächer dem Vollmond entgegen.

## Hintergründe
- Die im Film dargestellte Catwoman orientiert sich nur lose an der Catwoman aus der Comicvorlage. So wurde etwa der Name der Catwoman aus dem Comic, den auch Michelle Pfeiffer in Batmans Rückkehr trug, für die neue Darstellerin von Selina Kyle in Patience Phillips geändert. Im Ableger kommen weder Gotham City noch Batman vor. Allerdings ist im Film ein Bild von Michelle Pfeiffer als Catwoman zu sehen.

- Mit einem Budget von 100 Millionen US-Dollar begannen die Dreharbeiten am 29. September 2003 in Los Angeles, Kalifornien, Vereinigte Staaten; Winnipeg, Manitoba, Kanada, in den Warner Bros Studios in Los Angeles und den Lions Gate Film Studios in Vancouver, British Columbia, Kanada. Sie wurden am 2. Februar 2004 beendet.

## Kritiken
„Ohne Charme und Überraschungen in Szene gesetzt, verfehlt der betulich erzählte, formal wenig bezwingende Film vor allem das Geheimnis der chimärenhaften Existenz zwischen unauffälliger Normalität und exzessiver Grenzüberschreitung.“

„Halle Berry gibt eine zahme, unfreiwillig komische Katzenfrau. Doch sie bewies Humor: Die Goldene Himbeere, den Anti-Oscar, nahm sie persönlich entgegen. Begründung: ‚Meine Mutter sagte immer, man kann nur ein guter Gewinner sein, wenn man auch ein guter Verlierer ist.‘ – Miau! Dieser Film ist leider für die Katz.“

„Der ganze Film entfaltet keinen Zauber, ist langweilig und behäbig. Über weiteste Strecken erfüllt ‚Catwoman‘ nicht das, was man von einem Superhelden-Film mit Recht erwartet, bietet weder Action, noch Humor, noch intelligente Ideen: Obwohl es eigentlich um weibliche Selbsterfahrung gehen müsste, bleibt am Ende nur die Sorge um ‚den Typen‘ und die Moral aus Frauenzeitschriften: Dicke Freundinnen sind nett, und Schönheitswahn ist doof. Schade um die vertane Chance.“

„Doch wenn Catwoman am Schluss über den Dachgiebel ins Mondlicht davonschleicht, mit schaukelndem Hinterteil, dann hat man sich auf alle Fälle hübscher amüsiert als beim Gros der diesjährigen Sommer-Blockbuster. Schnurrrrr!“

„… ein fürchterlich schlecht erzählter Film, der Spannung mit Getöse und Tempo mit Hektik verwechselt.“

## Auszeichnungen
Der Film, der hinter den kommerziellen und künstlerischen Erwartungen zurückblieb, gewann eine Reihe von Auszeichnungen bei der Verleihung der Goldenen Himbeere 2005.
Neben dem „Hauptpreis“ als Schlechtester Film und Preisen in den Kategorien Regie und Drehbuch wurde auch die Oscarpreisträgerin Halle Berry mit der Goldenen Himbeere als schlechteste Hauptdarstellerin bedacht. Sie überraschte jedoch damit, dass sie diesen Anti-Preis bei der Verleihung persönlich abholte. Dort wiederholte sie, ironisch abgewandelt, ihre Dankesrede zum Empfang des Oscars drei Jahre zuvor.
Die Deutsche Film- und Medienbewertung FBW in Wiesbaden verlieh dem Film das Prädikat besonders wertvoll.